# Eerste klasse 1954-55 (voetbal België)
Het seizoen 1954/55 van de Belgische Eerste Klasse ging van start in de zomer van 1954 en eindigde in de lente van 1955. De competitie telde 16 clubs. RSC Anderlecht werd voor een tweede keer op rij kampioen, de zesde keer uit de geschiedenis van de club.

## Gepromoveerde teams
Deze teams waren gepromoveerd uit de Tweede Klasse voor de start van het seizoen:
- K. Waterschei SV Thor (kampioen in Tweede)
- R. Racing Club de Bruxelles (tweede in Tweede)

## Degraderende teams
Deze teams degradeerden naar Tweede Klasse op het eind van het seizoen:
- R. Racing Club de Bruxelles
- R. OC de Charleroi

## Titelstrijd
RSC Anderlecht speelde met 3 punten voorsprong kampioen. KAA Gent werd vicekampioen en R. Standard Club Liégeois werd derde op 4 punten.

## Europese strijd
Anderlecht was als landskampioen geplaatst voor de allereerste editie van de Europacup I van het volgende seizoen.

## Degradatiestrijd
R. Racing Club de Bruxelles en R. OC de Charleroi eindigden afgescheiden onderaan het klassement en degradeerden.

## Ploegen
Deze ploegen speelden in het seizoen 1954-55 in Eerste klasse. De nummers komen overeen met de plaats in de eindrangschikking:
| Stam- nummer | Club                        | Plaats                 |    |
| ------------ | --------------------------- | ---------------------- | -- |
| 35           | RSC Anderlecht              | Anderlecht             | 1  |
| 7            | KAA Gent                    | Gent                   | 2  |
| 16           | R. Standard Club Liégeois   | Luik                   | 3  |
| 10           | Union Royale Saint-Gilloise | Sint-Gillis            | 4  |
| 28           | R. Berchem Sport            | Berchem, Antwerpen     | 5  |
| 4            | RFC Liégeois                | Luik                   | 6  |
| 553          | K. Waterschei SV Thor       | Genk                   | 7  |
| 22           | R. Charleroi SC             | Charleroi              | 8  |
| 25           | KV Mechelen                 | Mechelen               | 9  |
| 1            | R. Antwerp FC               | Deurne, Antwerpen      | 10 |
| 13           | R. Beerschot AC             | Antwerpen              | 11 |
| 30           | K. Lierse SK                | Lier                   | 12 |
| 24           | RC Mechelen KM              | Mechelen               | 13 |
| 21           | R. Tilleur FC               | Tilleur, Saint-Nicolas | 14 |
| 6            | R. Racing Club de Bruxelles | Ukkel                  | 15 |
| 246          | R. OC de Charleroi          | Charleroi              | 16 |

## Eindstand
|   |    |                             | P  | W  | G  | V  | +  | -  | DS  | Ptn |
| - | -- | --------------------------- | -- | -- | -- | -- | -- | -- | --- | --- |
| K | 1  | RSC Anderlecht              | 30 | 19 | 3  | 8  | 75 | 47 | 28  | 41  |
|   | 2  | KAA Gent                    | 30 | 16 | 6  | 8  | 55 | 33 | 22  | 38  |
|   | 3  | R. Standard Club Liégeois   | 30 | 16 | 5  | 9  | 75 | 46 | 29  | 37  |
|   | 4  | Union Royale Saint-Gilloise | 30 | 14 | 5  | 11 | 61 | 51 | 10  | 33  |
|   | 5  | R. Berchem Sport            | 30 | 10 | 11 | 9  | 49 | 40 | 9   | 31  |
|   | 6  | RFC Liégeois                | 30 | 12 | 7  | 11 | 50 | 50 | 0   | 31  |
|   | 7  | K. Waterschei SV Thor       | 30 | 13 | 5  | 12 | 57 | 74 | -17 | 31  |
|   | 8  | R. Charleroi SC             | 30 | 12 | 6  | 12 | 53 | 57 | -4  | 30  |
|   | 9  | KV Mechelen                 | 30 | 13 | 4  | 13 | 57 | 52 | 5   | 30  |
|   | 10 | R. Antwerp FC               | 30 | 13 | 4  | 13 | 50 | 47 | 3   | 30  |
|   | 11 | R. Beerschot AC             | 30 | 12 | 4  | 14 | 75 | 64 | 11  | 28  |
|   | 12 | K. Lierse SK                | 30 | 12 | 4  | 14 | 46 | 47 | -1  | 28  |
|   | 13 | RC Mechelen KM              | 30 | 12 | 4  | 14 | 56 | 60 | -4  | 28  |
|   | 14 | R. Tilleur FC               | 30 | 9  | 9  | 12 | 61 | 67 | -6  | 27  |
| D | 15 | R. Racing Club de Bruxelles | 30 | 8  | 4  | 18 | 42 | 74 | -31 | 20  |
| D | 16 | R. OC de Charleroi          | 30 | 6  | 5  | 19 | 37 | 90 | -53 | 17  |

P: wedstrijden gespeeld, W: wedstrijden gewonnen, G: gelijke spelen, V: wedstrijden verloren, +: gescoorde doelpunten, -: doelpunten tegen, DS: doelsaldo, Ptn: totaal punten
K: kampioen, D: degradeert

## Topschutter
| Scorer                  | Goals | Team            |        |
| ----------------------- | ----- | --------------- | ------ |
| Rik Coppens             | 36    | R. Beerschot AC | België |
| Jef Mermans             | 24    | RSC Anderlecht  | België |
| Hippolyte Van den Bosch | 22    | RSC Anderlecht  | België |

1895/96 · 1896/97 · 1897/98 · 1898/99 · 1899/00 · 1900/01 · 1901/02 · 1902/03 · 1903/04 · 1904/05 · 1905/06 · 1906/07 · 1907/08 · 1908/09 · 1909/10 · 1910/11 · 1911/12 · 1912/13 · 1913/14 · 1914/15 · 1915/16 · 1916/17 · 1917/18 · 1918/19 · 
1919/20 · 1920/21 · 1921/22 · 1922/23 · 1923/24 · 1924/25 · 1925/26 · 1926/27 · 1927/28 · 1928/29 · 1929/30 · 1930/31 · 1931/32 · 1932/33 · 1933/34 · 1934/35 · 1935/36 · 1936/37 · 1937/38 · 1938/39 · 1939/40 · 1940/41 · 1941/42 · 1942/43 · 1943/44 · 1944/45 · 1945/46 · 1946/47 · 1947/48 · 1948/49 · 1949/50 · 1950/51 · 1951/52 · 1952/53 · 1953/54 · 1954/55 · 1955/56 · 1956/57 · 1957/58 · 1958/59 · 1959/60 · 1960/61 · 1961/62 · 1962/63 · 1963/64 · 1964/65 · 1965/66 · 1966/67 · 1967/68 · 1968/69 · 1969/70 · 1970/71 · 1971/72 · 1972/73 · 1973/74 · 1974/75 · 1975/76 · 1976/77 · 1977/78 · 1978/79 · 1979/80 · 1980/81 · 1981/82 · 1982/83 · 1983/84 · 1984/85 · 1985/86 · 1986/87 · 1987/88 · 1988/89 · 1989/90 · 1990/91 · 1991/92 · 1992/93 · 1993/94 · 1994/95 · 1995/96 · 1996/97 · 1997/98 · 1998/99 · 1999/00 · 2000/01 · 2001/02 · 2002/03 · 2003/04 · 2004/05 · 2005/06 · 2006/07 · 2007/08 · 2008/09 · 2009/10 · 2010/11 · 2011/12 · 2012/13 · 2013/14 · 2014/15 · 2015/16 · 2016/17 · 2017/18 · 2018/19 · 2019/20 · 2020/21· 2021/22 · 2022/23 · 2023/24 · 2024/25